# Paweł Didkowski
Paweł Didkowski (ur. 7 lipca 1977) – polski lekkoatleta, specjalizujący się w biegach płotkarskich.

## Osiągnięcia
- Mistrzostwa Polski Seniorów, Kraków 2000 – srebrny medal w sztafecie 4 × 400 m
- Halowe Mistrzostwa Polski, Spała 2000 – brązowy medal w biegu na 60 m przez płotki
- Mistrzostwa Polski Seniorów, Bydgoszcz 2001 – srebrny medal w sztafecie 4 × 400 m
- Halowe Mistrzostwa Polski, Spała 2001 – brązowy medal w biegu na 60 m przez płotki
- Halowe Mistrzostwa Polski, Spała 2003 – złoty medal w bieg na 60 m przez płotki

## Rekordy życiowe
| Stadion                                                                  | Hala                                                        |
| bieg na 100 metrów – 10,60 s. (Jablonec 24 sierpnia 2002)                | bieg na 60 metrów 6,93 s. (Jablonec 25 stycznia 2003)       |
| bieg na 110 metrów przez płotki – 13,71 s. (Biała Podlaska 31 maja 2003) | bieg na 60 metrów przez płotki 7,90 s. (Spała 2 marca 2003) |
| bieg na 200 metrów – 20,99 s. (Kraków 5 sierpnia 2000)                   | bieg na 200 metrów – 27,36 s. (Spała 2 marca 2013)          |
| bieg na 300 metrów – 34,10 s. (Bielsko-Biała 29 maja 2002)               |                                                             |
| bieg na 400 metrów – 47,34 s. (Bielsko-Biała 20 sierpnia 2001)           |                                                             |
|                                                                          | skok w dal – 5,31 m (Spała 2 marca 2013)                    |

## Późniejsza praca
- nauczyciel wychowania fizycznego w II LO w Katowicach[3]
- trener II klasy w sekcji lekkoatletycznej Pałacu Młodzieży w Katowicach[4]